# Basilica di Sant'Antonio di Padova (Messina)
La basilica santuario di Sant'Antonio di Padova e Sacro Cuore di Gesù è un luogo di culto cattolico di Messina, situato in via Santa Cecilia.

## Storia
La Basilica Santuario sorge sul luogo dell'antico quartiere "Avignone" dove Sant'Annibale Maria Di Francia, dal marzo 1878 iniziò il suo apostolato a favore dei più poveri e bisognosi. Nel 1881, nelle casette Avignone, venne inaugurata la prima cappella dedicata al Cuore di Gesù.
Dopo il terremoto del 1908, venne impiantata una chiesa-baracca, dono di San Pio X, nella quale Sant'Annibale proclamò Sant'Antonio di Padova "Singolarissimo e instancabile benefattore nostro e di tutti quelli che alle nostre preghiere si raccomandano". 
Nella notte tra il 26 e il 27 aprile 1919 un misterioso incendio distrusse la chiesa-baracca. Durante l'incendio una donna del popolo gridò: "Non vi preoccupate, ora il Padre Francia ne farà una tutta d'oro". Così il 3 aprile 1921 venne posta la prima pietra per la costruzione dell'attuale Basilica-Santuario. Il 4 aprile 1926 si inaugurava la bellissima chiesa sotto il Titolo di Tempio della Rogazione Evangelica del Cuore di Gesù e Santuario di Sant'Antonio. Tempio della Rogazione: infatti è la prima chiesa nel mondo dedicata alla preghiera per le vocazioni secondo il comando di Gesù "Pregate dunque il Padrone della messe, perché mandi operai nella sua messe"; Santuario di Sant'Antonio per la particolare devozione che Sant'Annibale ebbe verso il Santo di Padova fin dal 1887 con la istituzione del "Pane di Sant'Antonio". Avvenne così: una signora, certa Susanna Consiglio vedova Miceli, durante l'epidemia di colera, aveva fatto questo voto al Santo: "Manderò una somma di denaro per il pane degli orfanelli del Padre Annibale, se io e i miei figli resteremo immuni dal contagio". La signora fu esaudita e sciolse il voto. Da allora Sant'Annibale diffuse questa devozione in tutto il mondo.
Il Santo sacerdote messinese sant'Annibale Maria Di Francia, fondatore delle congregazioni religiose dei Rogazionisti e delle Figlie del Divino Zelo, qui esplicò la propria instancabile opera in favore degli abitanti poveri e degli orfani, fondando gli Orfanotrofi antoniani. 
Il Santuario fu progettato dall'ingegner Letterio Savoja in stile eclettico. Iniziato nel 1921 e inaugurato il 4 aprile 1926, venne consacrato il 19 agosto 1937 da Mons. Pio Giardina, vescovo ausiliare di Messina. Il Santo Padre San Giovanni Paolo II l'11 giugno del 1988 visitò il Santuario, durante la sua venuta a Messina per la Canonizzazione della Beata Eustochia Calafato. Il 4 aprile 2006 il Santuario veniva elevato alla dignità di basilica minore, con decreto del Dicastero per il culto divino e la disciplina dei Sacramenti. La solenne celebrazione eucaristica con lettura del decreto, veniva presieduta dall'arcivescovo di Messina Mons. Giovanni Marra il 23 giugno 2006.

## Descrizione

### La basilica
I prospetti esterni sono in pietra di Melilli (in provincia di Siracusa); le statue di bronzo, poste nelle nicchie accanto l'ingresso, raffigurano i santi Luca e Matteo, e sono opera del Sindoni; i bassorilievi che adornano i timpani,tra cui quello del Cuore di Gesù, sono opera di Giuseppe D'Arrigo.
All'interno la chiesa è riccamente ed interamente decorata da stucchi e dipinti; la copertura delle navate è affrescata a riquadri, dalla mano di Rosario Spagnoli. Sulla volta della navata sinistra, dedicata alla Madonna, si può notare il trionfo dell'Immacolata, Giuditta ed Oloferne, la Vergine vittoriosa sul serpente, la regina Ester e l'Arca di Noè. Dello stesso autore sono i dipinti della copertura della navata centrale, raffiguranti Gesù che affida agli Apostoli il comando della preghiera vocazionale, e le tempere raffiguranti il profeta Elia, su un carro di fuoco, il trionfo dei cori angelici, il Cuore di Gesù, S. Margherita, Gesù Buon Pastore e S. Cecilia all'organo. Sull'alta cantoria in controfacciata si trova l'organo a canne, costruito nel 1962 dai Fratelli Ruffatti e dotato di 20 registri su due manuali e pedale. Nella cripta è custodito il corpo del fondatore.

### Il museo
Annesso alla basilica vi è un museo: un'ala è dedicata a sant'Annibale, un'altra a sant'Antonio di Padova e contiene paramenti liturgici e oggetti dedicati ai due santi. Inoltre si può ammirare un reliquiario in argento cesellato a mano della Santa Croce. Nella medesima sala si trovano due casule donate da Giovanni Paolo II ai Rogazionisti da lui indossate nelle cerimonie di beatificazione e canonizzazione di padre Annibale.

## Il Museo S. Annibale. Quartiere Avignone 1878
Progettato dall'ing. arch. Livio Lucà Trombetta è stato inaugurato nell'anno 2000 dall'Arcivescovo emerito di Messina, Ignazio Cannavò. Ripropone la figura di un grande messinese, elevato agli Altari da Papa Giovanni Paolo II il 16 maggio 2004.
Nel Museo è rappresentato, in scala ½ , il quartiere Avignone, luogo dove il S. Annibale Maria Di Francia attivò la sua opera misericordiosa verso gli orfani e i poveri.
Oltre al quartiere sono anche rappresentati i tre vicoli dove nel primo vivevano i poveri abitanti. Nel secondo si convogliava tutta l'attività del quartiere ed esso era il luogo d'incontro e di ricreazione; nel vicolo si affacciavano la sartoria, la tipografia e la calzoleria. Nel terzo vicolo prospettavano la Cappella del 1886 e le stanze dei religiosi. Dopo il terremoto del 1908, anche il Santo Annibale abitò in questo vicolo. La stanza del Santo è stata ricostruita all'interno di questo museo.
Nel Museo sono collocate, inoltre, delle bacheche contenenti utensili d'arte povera del quartiere Avignone, gelosamente conservati da Padre Annibale; attrezzi usati nelle officine delle " Casette Avignone "; tutti i ricordi e le vesti del Santo. Una vetrina è anche dedicata alle due Congregazioni fondate dal Santo Annibale: i " Rogazionisti " e le " Figlie del Divino Zelo".

## Fede e Devozione

### I festeggiamenti in onore di S. Antonio di Padova - Il Carro Trionfale del Santo Taumaturgo
Messina, città ricca di storia e di secolari tradizioni religiose, ogni anno rinnova la sua grande devozione e il commosso omaggio ad uno dei santi più amati al mondo, S. Antonio di Padova, che i devoti antoniani amano chiamare “S. Antonio di Messina”.
Migliaia di fedeli, provenienti da tutta la provincia di Messina, da varie zone della Sicilia e dalla vicina Calabria, nel mese di giugno si portano in pellegrinaggio nella Basilica per sfilare dinanzi alla miracolosa statua di S. Antonio, che dal 1907 è collocata nel Santuario.  Il 12 e 13 giugno sono i giorni del pellegrinaggio. Dalle prime ore del giorno sino a sera la fede e la pietà della gente si esprime in un commosso e devoto omaggio al Santo. Mamme che portano i loro bambini vestiti con il saio antoniano, uomini e donne scalzi e a volte anche in ginocchio che percorrono la navata della Basilica, a ricordo delle grazie ricevute. Migliaia di panini benedetti vengono distribuiti ai pellegrini, che sostano davanti alla Basilica antoniana.
La domenica successiva al 13 giugno si svolge l’imponente Processione del Santo. La statua di S. Antonio posta su un alto Carro di 7 metri percorre le vie della città nella sua maestosità. Devoti e pellegrini vestiti con il saio francescano a ricordo delle grazie ricevute, diversi devoti scalzi spingono il Carro Trionfale, piangendo e gridando la loro gioia per un così insigne maestro di vita e di fede. Il Santo rivestito degli ori votivi dei fedeli è situato sopra un grande mappamondo, abbellito da centinaia di fiori e attorniato da una quindicina di bambini vestiti da marinaretti e scortato dai paggetti antoniani, che indicano la grande predilezione di S. Antonio verso i piccoli e gli orfani. Alla processione del Carro Trionfale viene fatto precedere un busto reliquiario dorato contenente una insigne reliquia del Santo. La costruzione dell’attuale Carro Trionfale risale al 1946. Mentre il primo carro più modesto fu costruito nel 1931. 
La secolare tradizione si è andata affermando nel secolo XX, proprio ad opera di Sant’Annibale Maria di Francia, fondatore della stessa Basilica Santuario e degli Orfanotrofi Antoniani della città e di tanti altri Orfanotrofi sparsi per l’Italia. Il suo Corpo incorrotto riposa, oggi, nella Cripta della stessa Basilica. Si deve a questo grande Santo messinese la diffusione del Pane di Sant’Antonio, avvenuta alla fine del 1800, pia istituzione diffusa oggi in ogni parte del mondo.
La festa di Sant’Antonio di Messina è ormai una grande attrazione di fede e di religiosità che attira folle e turisti da diversi luoghi del Sud Italia. Affascinati dalla devozione e pietà popolare partecipano con intensa commozione alla straordinaria processione cittadina. Inoltre da alcuni anni alla vigilia della Processione si svolge una Notte Bianca dove artisti di strada, spettacoli musicali, cultura, sport e gastronomia allietano pellegrini e turisti che arrivano in città per assistere ai solenni festeggiamenti.

## Galleria d'immagini

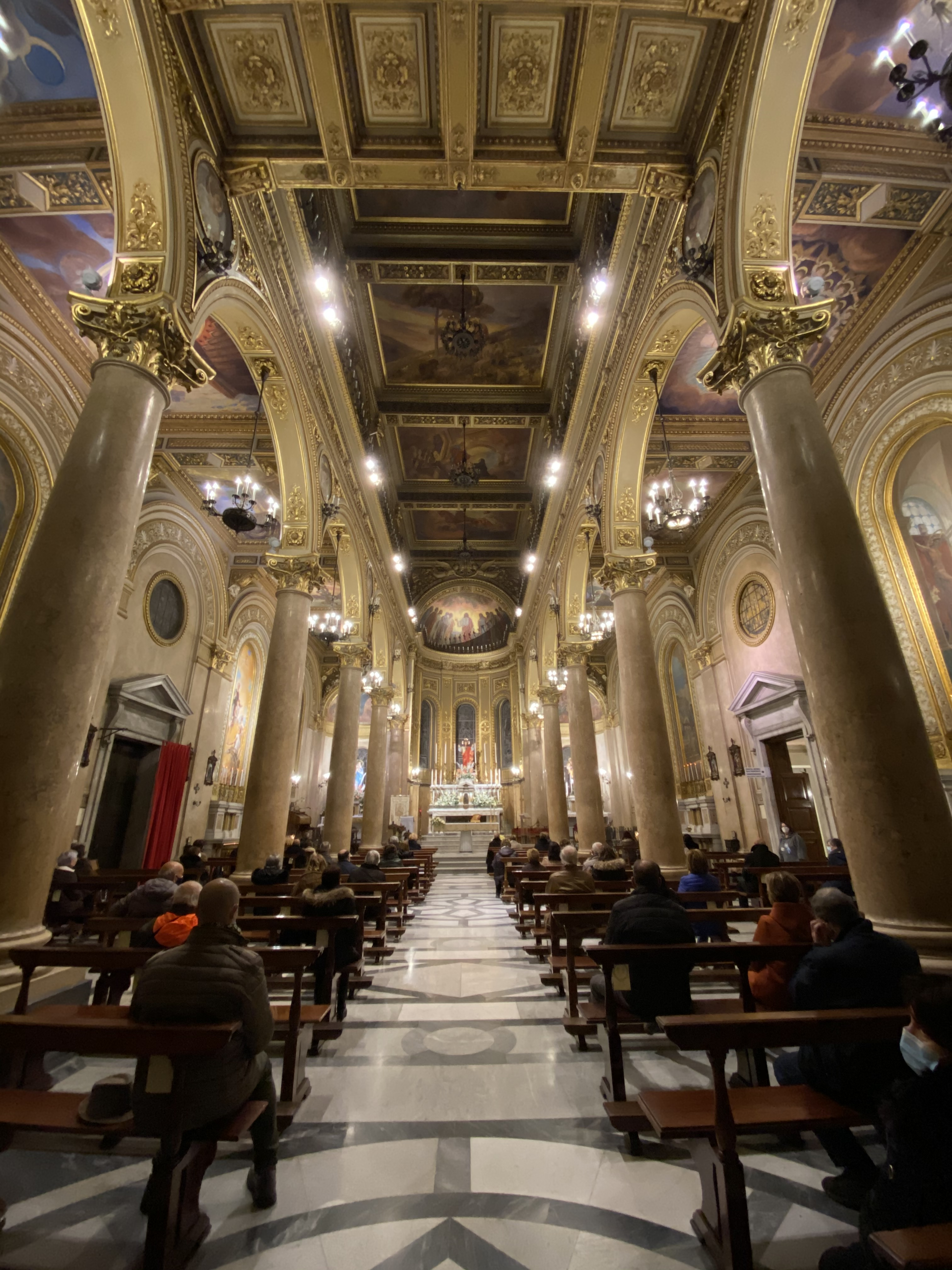
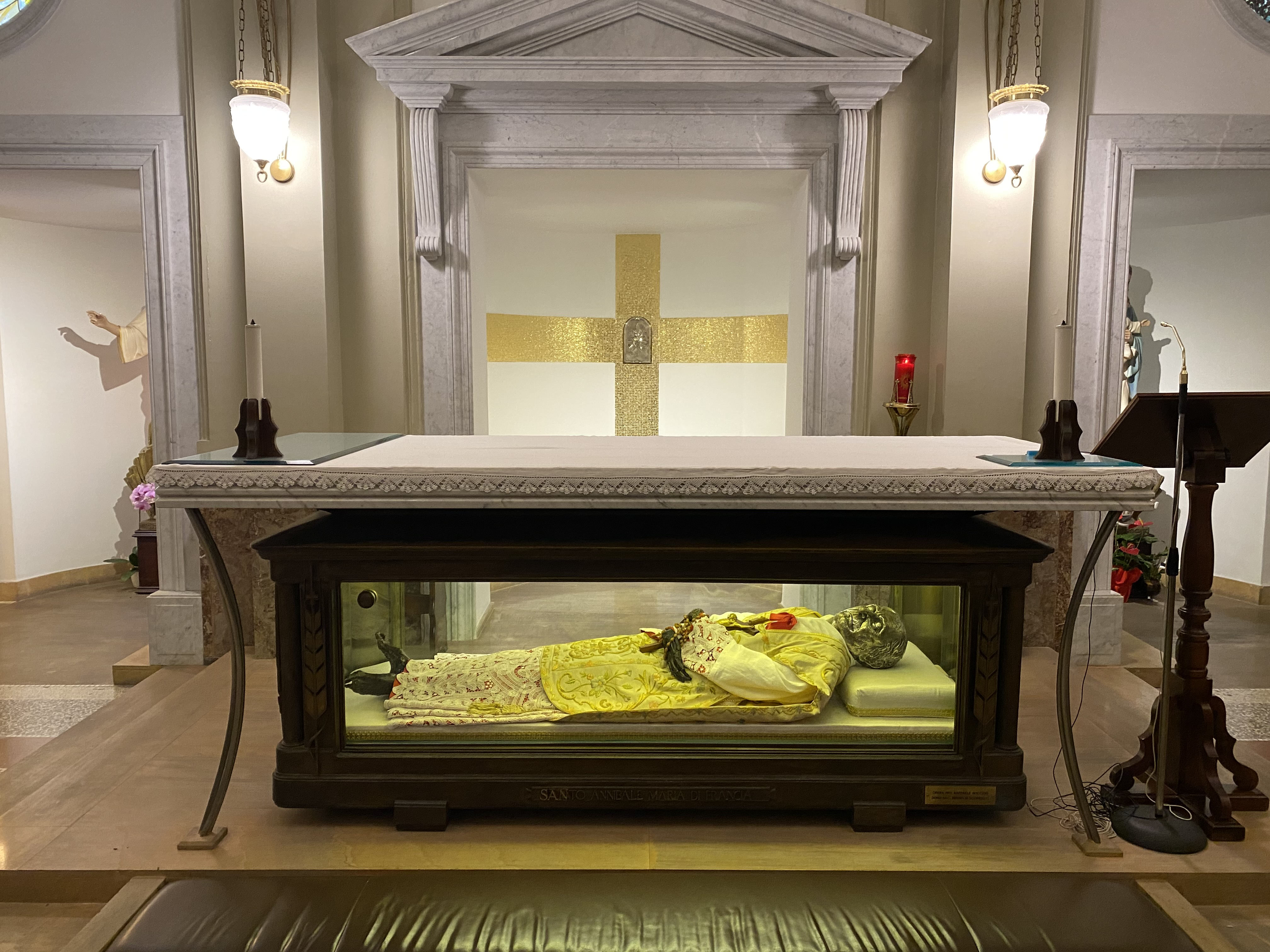

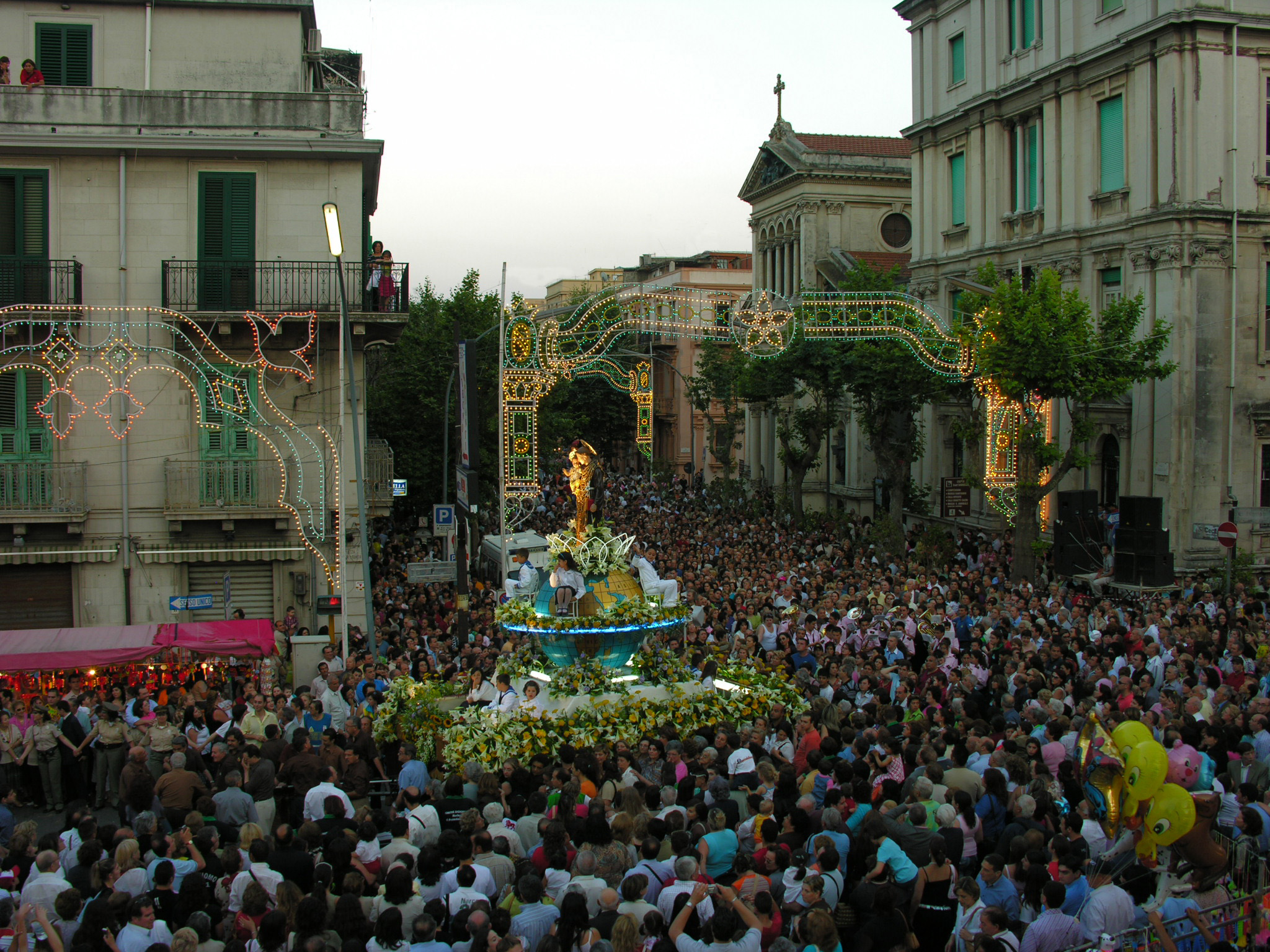
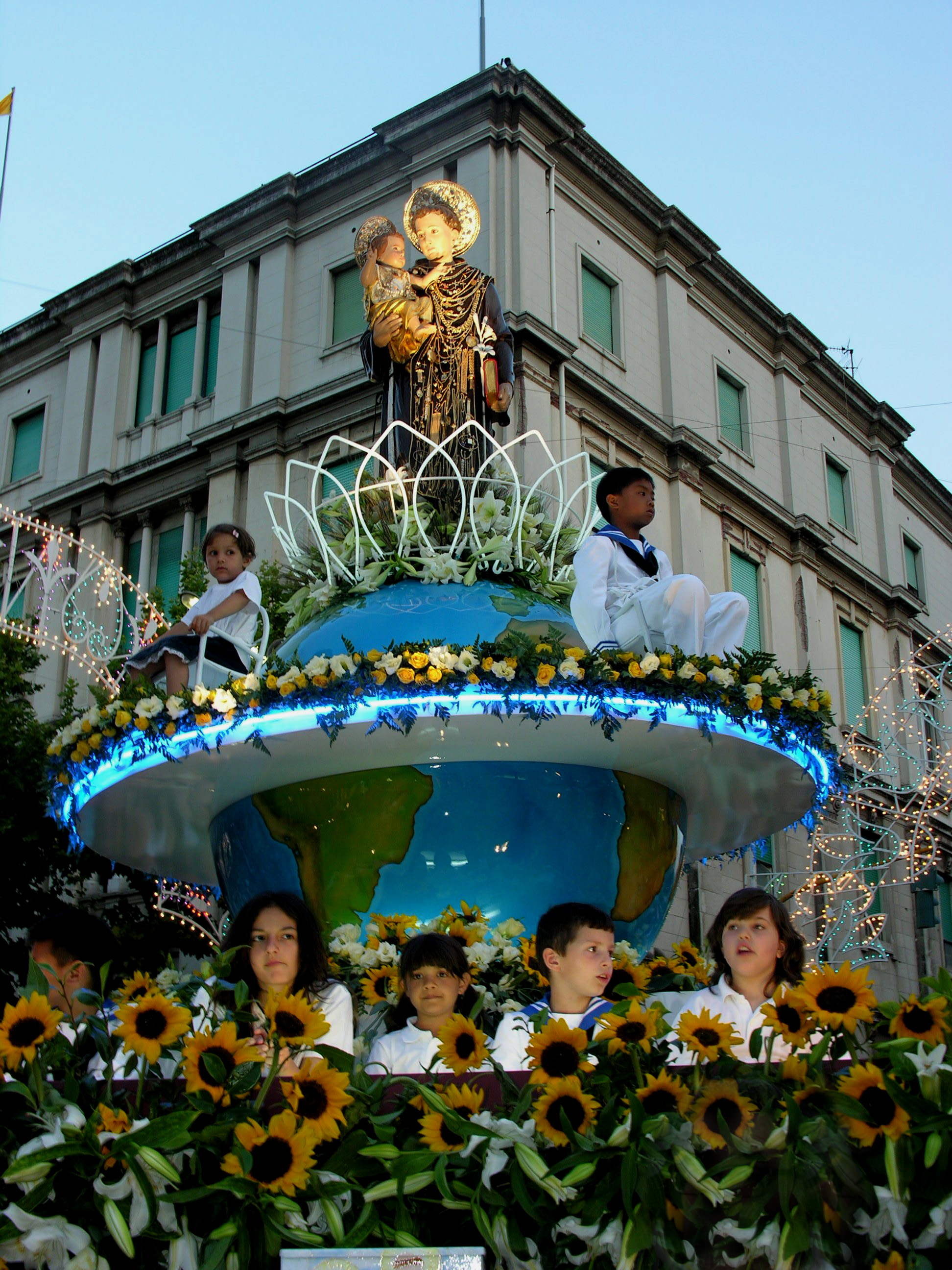
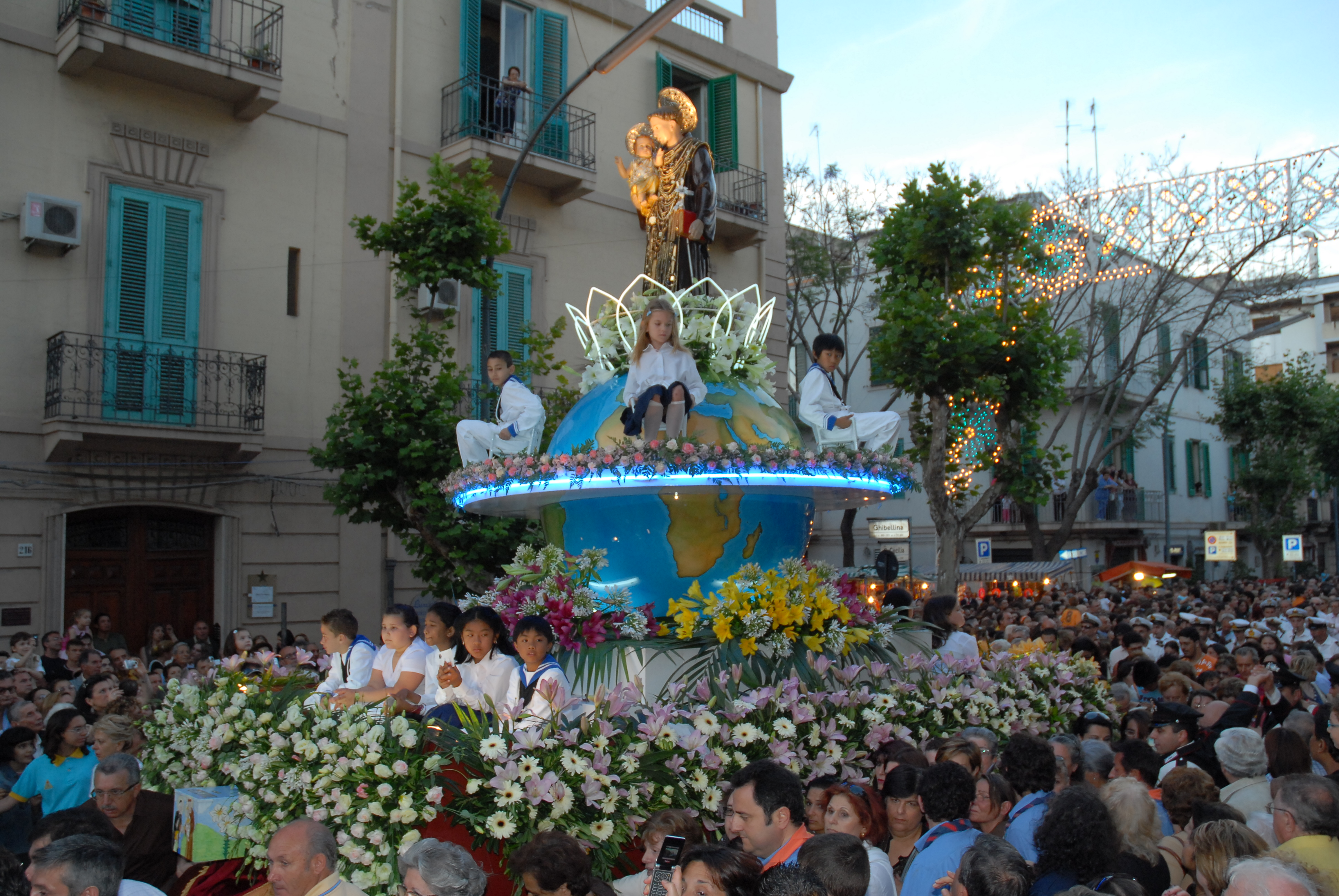
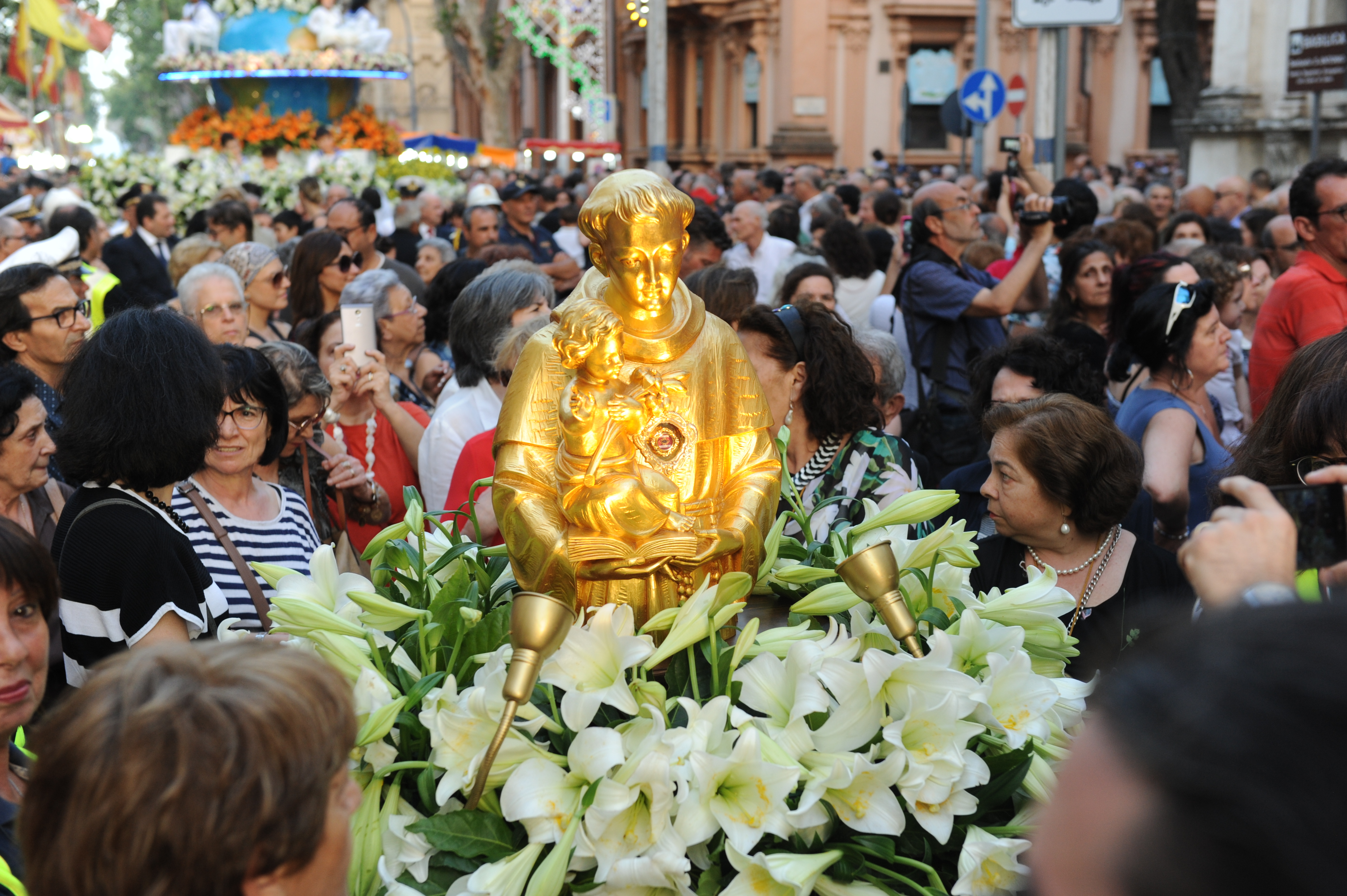
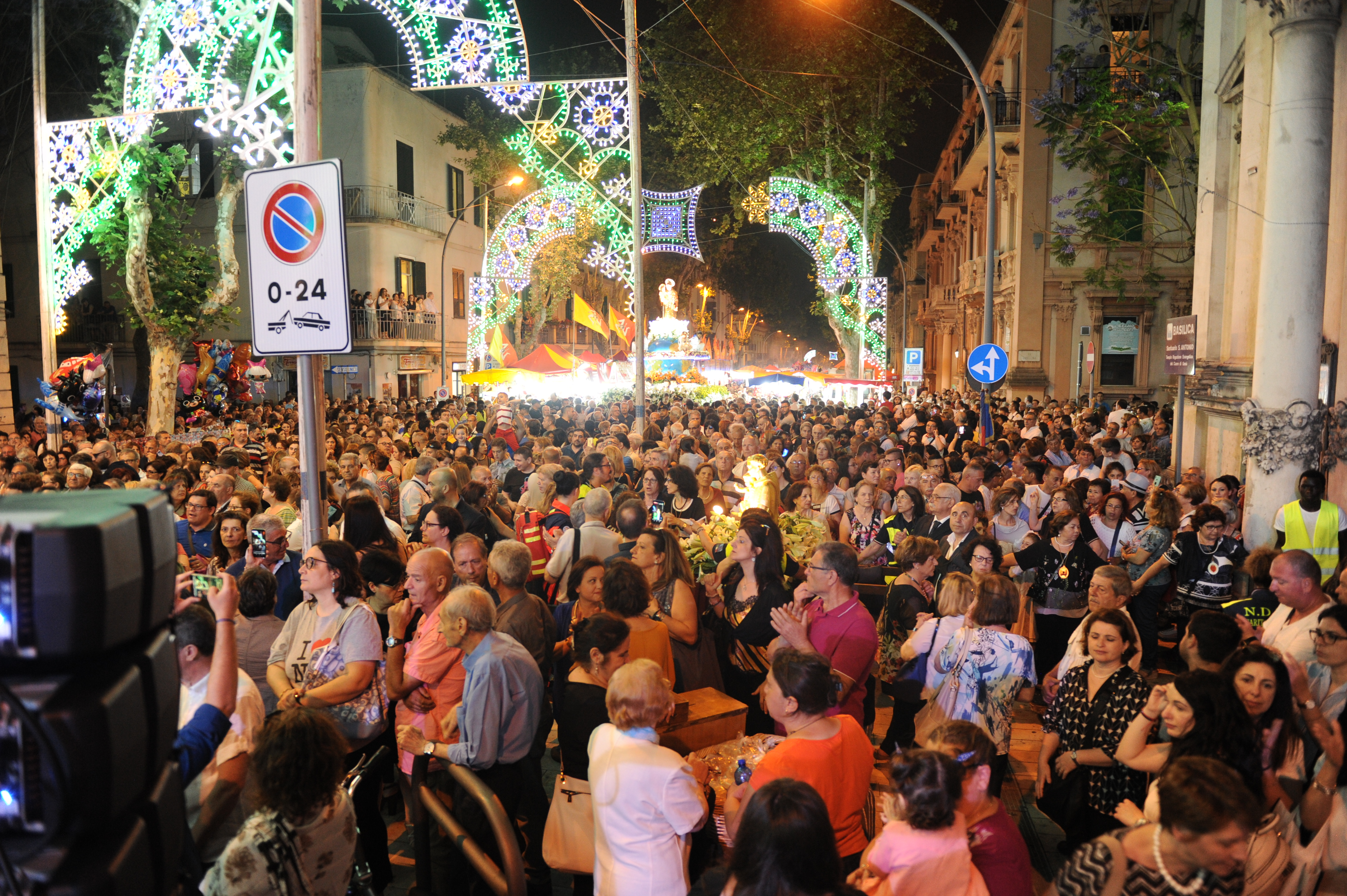